# Лобе, Мира
Мира Лобе (урожденная Хильда Мириам Розенталь; нем. Mira Lobe, Hilde Mirjam Rosenthal, 17 сентября 1913, Гёрлиц, Германия — 6 февраля 1995, Вена) — австрийская писательница.
После окончания школы Мира Лобе хотела изучать историю, литературу и немецкий язык, но поскольку в нацистской Германии 1930-х гг возрастал антисемитизм, учиться не смогла. Мириам посещала школу моды в Берлине, присоединившись в молодежной сионистской группе, и учила иврит.
В 1936 году эмигрировала в Палестину, где в 1940 г. вышла замуж за актёра и режиссёра Фридриха Лобе. В браке родилось двое детей. А в 1948 году в Тель-Авиве вышла первая детская книга Миры Лобе «Инсу-Пу».
В 1951 году семья Миры Лобе переезжает в Вену, публикует свои книги.
В 1957 году переезжает в Восточный Берлин. На следующий год книга Миры Лобе «Тути в джунглях» становится лауреатом Австрийской премии за лучшую детскую книгу.
Написала около 100 детских книг. В СССР была известна благодаря повести «Бабушка на яблоне».